# НФЛ в сезоне 2012
Сезон НФЛ 2012 года был 93-м сезоном Национальной футбольной лиги и 47-м в эпоху Супербоула. Это началось в среду, 5 сентября 2012 года, когда Нью-Йорк Джайентс проиграли Даллас Ковбойс 24-17 в матче на стадионе «Метлайф» и завершилось Супербоулом XLVII, в воскресенье, 3 февраля 2013 года, в Мерседес-Бенц Супердоум в Новом Орлеане. Джим Харбо тренировал Сан-Франциско 49ers, а Джон Харбо тренировал Балтимор Рэйвенс. Рэйвенс выиграли 34:31. Супербоул XLVII ознаменовал первый случай, когда два брата стали главными тренерами команд-соперников в матче Супербоула или Чемпионской игры.